# Schaller (Iowa)
Schaller é uma cidade localizada no estado americano de Iowa, no Condado de Sac.

## Demografia
Segundo o censo americano de 2000, a sua população era de 779 habitantes.
Em 2006, foi estimada uma população de 731, um decréscimo de 48 (-6.2%).

## Geografia
De acordo com o United States Census Bureau tem uma área de
3,3 km², dos quais 3,3 km² cobertos por terra e 0,0 km² cobertos por água.

## Localidades na vizinhança
O diagrama seguinte representa as localidades num raio de 20 km ao redor de Schaller.